# جون إل. والر
جون إل. والر (بالإنجليزية: John L. Waller)‏ هو دبلوماسي أمريكي، ولد في 12 يناير 1850، وتوفي في 1907 بسبب ذات الرئة.